# Ochetorhynchus
Ochetorhynchus — рід горобцеподібних птахів родини горнерових (Furnariidae). Представники цього роду мешкають в Південній Америці. Раніше їх відносили до родів Землелаз (Upucerthia), Темнохвостий анумбі (Eremobius) і Тококо (Chilia), однак за результатами молекулярно-генетичного дослідження вони були переведені до відновленого роду Ochetorhynchus.

## Види
Виділяють чотири види:
- Землелаз рудохвостий (Ochetorhynchus ruficaudus)
- Землелаз скельний (Ochetorhynchus andaecola)
- Анумбі темнохвостий (Ochetorhynchus phoenicurus)
- Тококо (Ochetorhynchus melanurus)

## Етимологія
Наукова назва роду Ochetorhynchus походить від сполучення слів дав.-гр. οχετος — жолоб, труба і ῥυγχος — дзьоб.